# Цілинна ділянка (на південний захід від с. Константинівка)
Цілинна ділянка — ботанічний заказник місцевого значення. Об'єкт розташований на території Мелітопольського району Запорізької області, лівий берег річки Молочна, на південний захід від села Константинівка.
Площа — 249 га, статус отриманий у 1980 році.
Заказник належить до переліку природно-заповідних територій, особливо важливих для збереження біорізноманіття Запорізької області.